# Arquà Petrarca
Arquà Petrarca (wym. [arˈkwa peˈtrarka]) – miejscowość i gmina we Włoszech, w regionie Wenecja Euganejska, w prowincji Padwa.
Według danych na rok 2004 gminę zamieszkiwało 1876 osób, 156,3 os./km².